# Savina turífera
La savina turífera o trabina (Juniperus thurifera) és una espècie de conífera de la família de les cupressàcies. És un arbre escàs als Països Catalans.

## Característiques
És un arbre robust, perenne, de mida mitjana, que pot arribar a fer fins a 20 m d'alçada; és dioic i floreix a partir del febrer. Els fruits maduren al segon any després de la fecundació.

## Distribució
És present al centre de la península Ibèrica, especialment el zones amb clima continental àrid ja que es molt resistent a les glaçades, a les altes temperatures estivals i a la sequera. Als Països Catalans es coneix a Lleida, Castelló i València (on destaca la localitat d'Alpont amb el seu Savinar on trobem arbres centenàris).
A Algèria i, sobretot, al Marroc, on ocupen més de 31.000 hectàrees distribuïdes a les muntanyes de l'Atles, formant boscos només de savines, o barrejats amb els grans boscos de cedres de l'Atles, poden sobrepassar el límit altitudinal dels cedres. Actualment, creix en ambients secs i de temperatures extremes, molt sovint ventats.
Els boscos de savina turífera són considerats relictes per representar el testimoni d'un paisatge vegetal que va dominar fa mil·lennis. S'han trobat fòssils del Cretaci, de fa uns 140 milions d'anys, i es trobava distribuïda pel centre d'Europa. Sembla que van cobrir dominis més extensos i septentrionals que actualment, coincidint amb períodes més freds i secs. També hi ha hagut períodes en què la seva distribució era més fragmentada, èpoques més humides en què la savina fugia dels vessants atlàntics. Aquestes migracions expliquen les diferents subespècies d'aquesta espècie en diferents llocs d'Europa, a França, la península Ibèrica, i al nord d'Àfrica.

## Usos
La fusta d'aquest arbre és molt apreciada pels ebenistes, per construir pals i bigues, ja que és molt resistent a la putrefacció.